# Canal du Rhône à Sète
Der Canal du Rhône à Sète (deutsch Rhône-Sète-Kanal) ist ein Schifffahrtskanal im Süden Frankreichs, in der Region Okzitanien.

## Verlauf und technische Infrastruktur
Er verläuft zwischen Beaucaire an der Rhône und Sète, wo er nach 98 Kilometern in den Étang de Thau mündet. Jenseits des Étang de Thau beginnt der Canal du Midi. In Saint-Gilles hat er Anschluss an den Canal de Saint-Gilles, der eine Verbindung mit dem rechten Rhône-Arm („Petit Rhône“) herstellt und es den Schiffen ermöglicht, auf dem Hauptarm der Rhone (Grand Rhône) bei Port-Saint-Louis-du-Rhône das Mittelmeer zu erreichen. Ursprünglich verlief der Kanal nur von Sète nach Aigues-Mortes und hieß damals Canal des Étangs (dt. Seen-Kanal).

### Koordinaten
- Ausgangspunkt des Kanals: 43° 48′ 18″ N, 4° 38′ 47″ OKoordinaten: 43° 48′ 18″ N, 4° 38′ 47″ O
- Endpunkt des Kanals: 43° 25′ 24″ N, 3° 42′ 12″ O

### Durchquerte Départements
- Hérault
- Gard

### Orte am Kanal
- Beaucaire
- Saint-Gilles
- Aigues-Mortes
- La Grande-Motte
- Carnon, Gemeinde Mauguio
- Palavas-les-Flots
- Frontignan
- Sète

## Geschichte
Die ersten Pläne, einen Teil der Camargue trockenzulegen, gehen auf Henri IV. zurück, die erste Idee eines Kanals von Aigues-Mortes nach Saint-Gilles stammt aus dem Jahr 1645 (zum Vergleich: ein Projekt des Canal des Deux Mers, des späteren Canal du Midi, wurde schon 1618 von der Assemblée des États du Languedoc diskutiert, aber abgelehnt). 

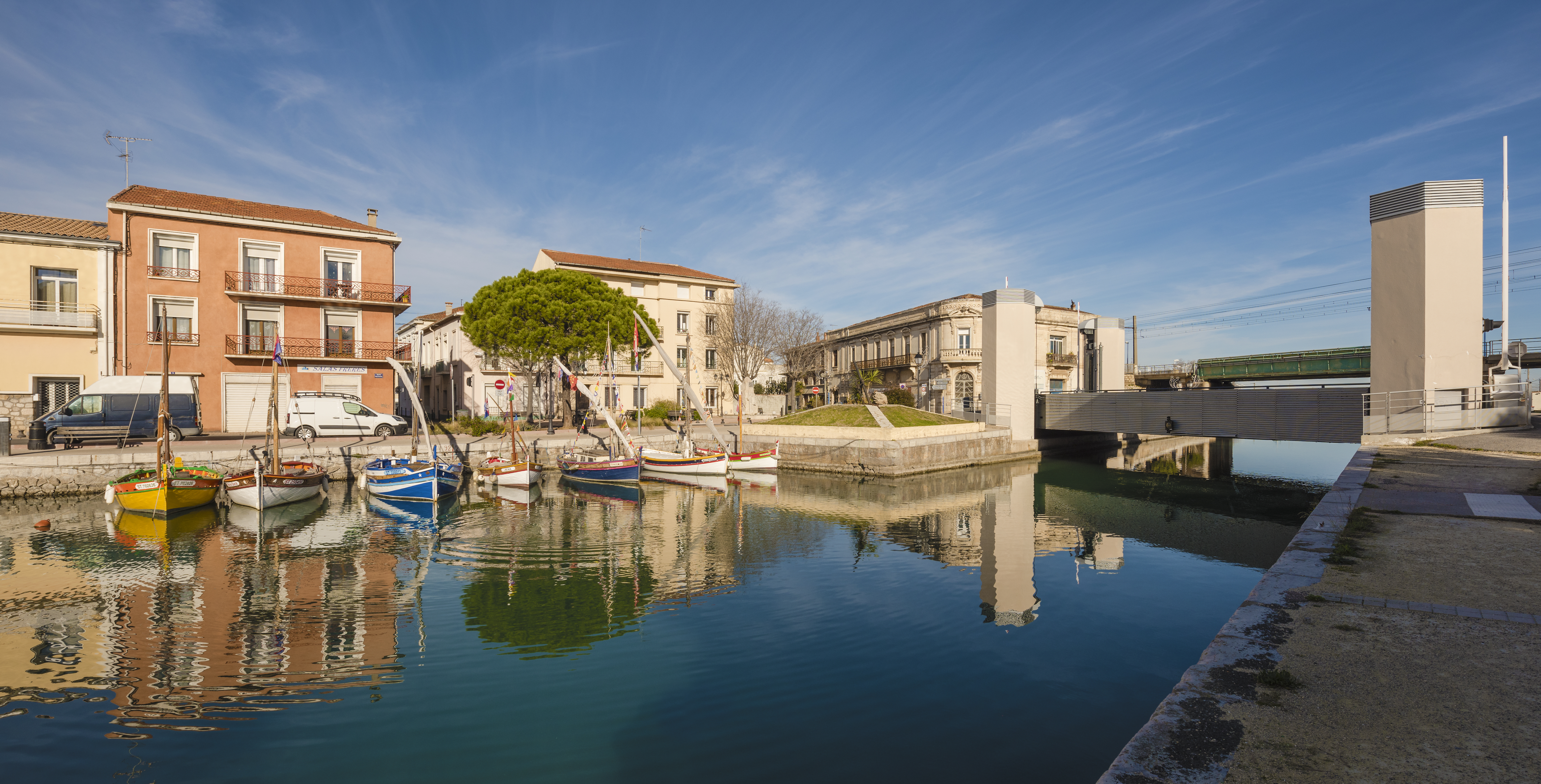
Canal du Rhône à Sète in Frontignan
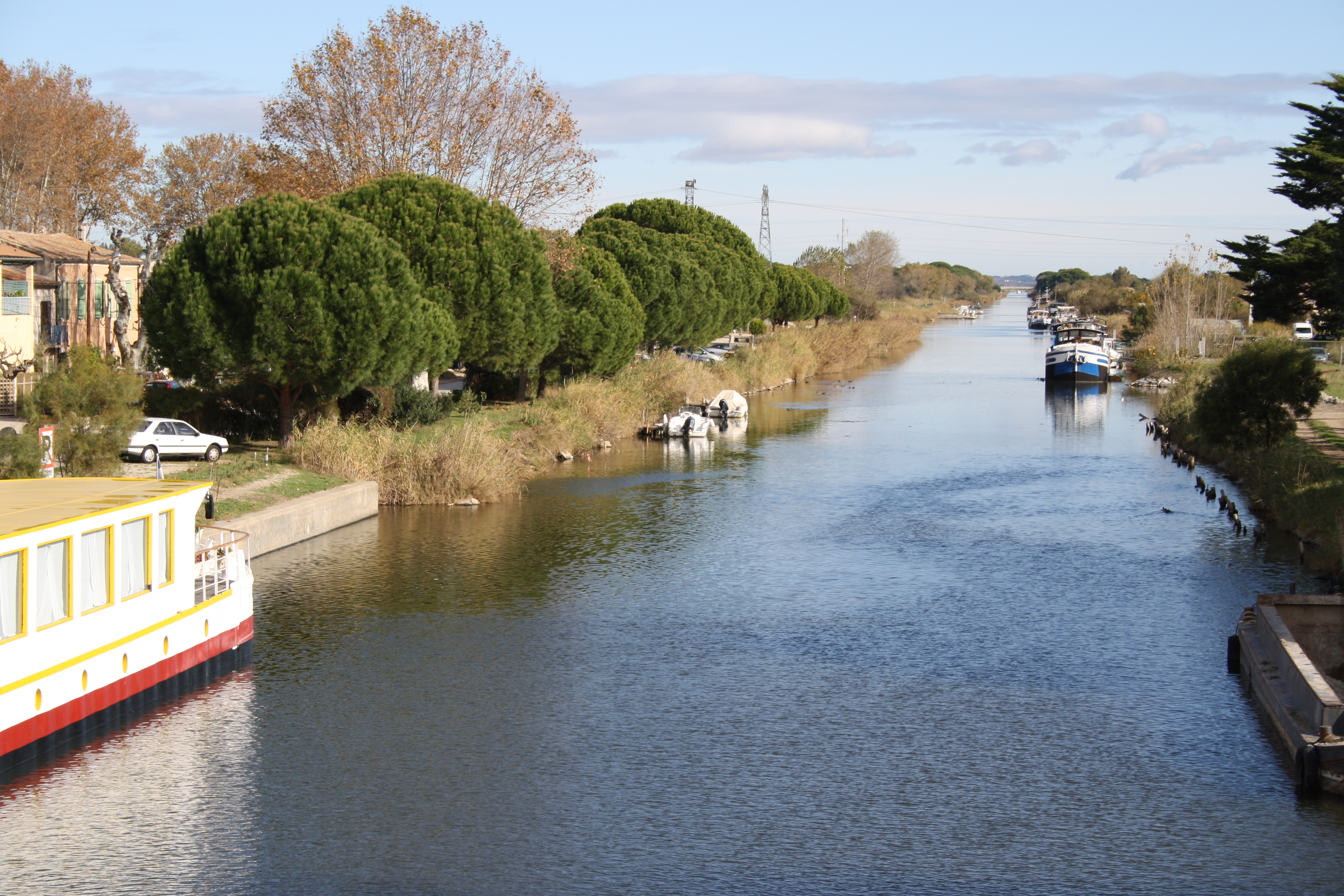
Canal du Rhône à Sète in Aigues-Mortes
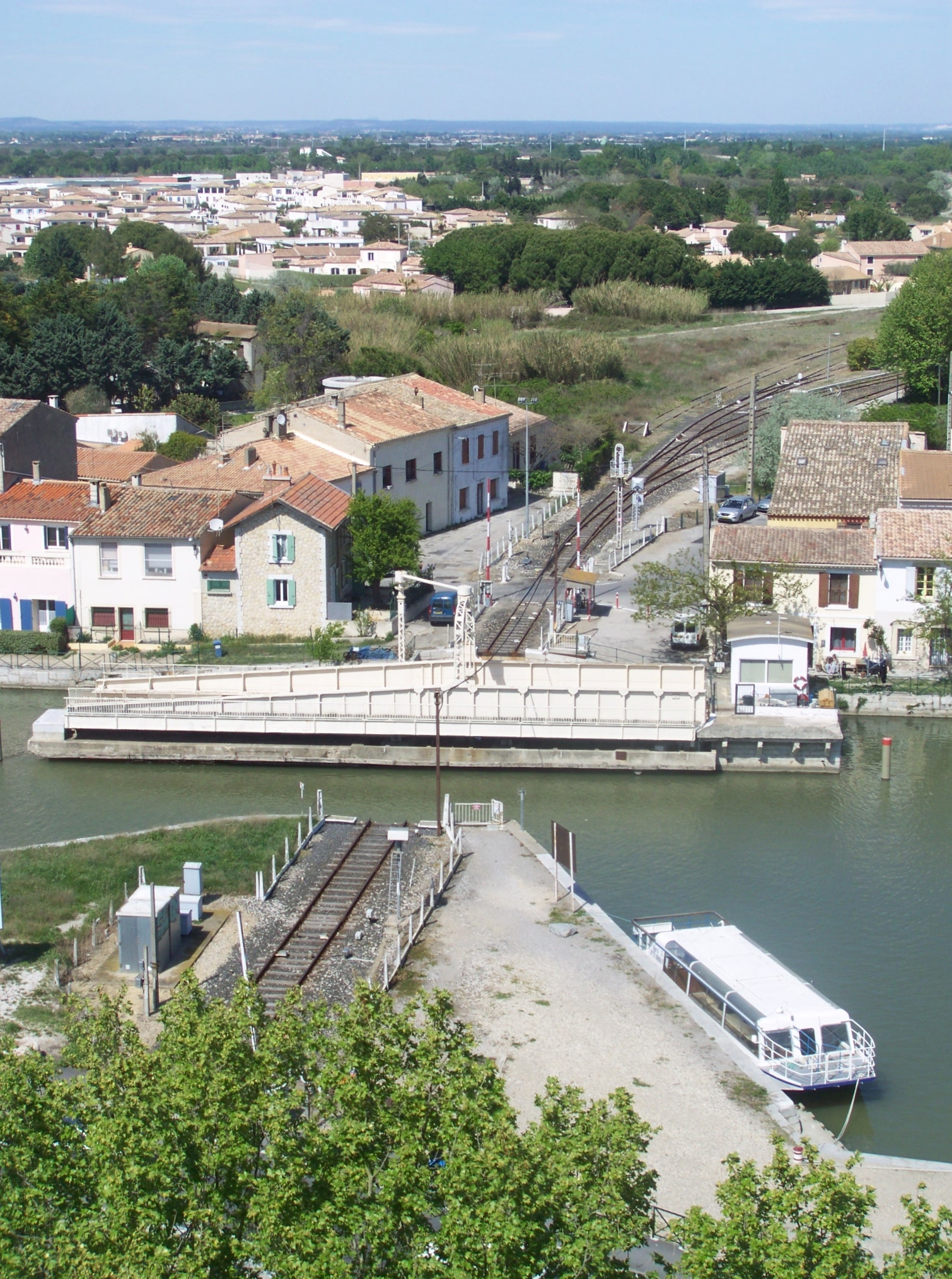
Eisenbahn–Drehbrücke über den Kanal in Aigues-Mortes

Mit dem Bau dieses rund 35 km langen Kanals durch teilweise auf Meereshöhe liegendes Gelände begannen die États du Languedoc jedoch erst 1780 (fast 100 Jahre nach der Eröffnung des Canal du Midi). Es wurde deshalb versucht, durch befestigte Wege auf beiden Seiten des Kanals den Eintritt von Salzwasser aus dem Kanal in das seitliche Gelände zu verhindern. Durch die Französische Revolution wurden allerdings die Arbeiten – und damit auch die seitlichen Wege – unterbrochen. Um größere Schäden zu vermeiden, wurde unter Napoléon angeordnet, den Kanal fertigzustellen. Ein Vertrag mit der Compagnie Perrochel sah deshalb vor, den Kanal bis Beaucaire mit verschiedenen Verbindungskanälen mit einer Länge von insgesamt 77,1 km auf der Grundlage einer Konzession für 80 Jahre weiterzubauen und zu betreiben. Dabei sollte das dem Staat gehörende Gelände entlang des Kanals dauerhaft in das Eigentum der Gesellschaft übergehen. 1806 konnten die ersten Schiffe durch den Kanal fahren, aber die endgültige Fertigstellung dauerte noch einige Jahre bis zur Réception Définitive (Schlussabnahme am Ende der Gewährleistungszeit) am 29. September 1828. Damals führte der Kanal Salzwasser bis Saint-Gilles und Süßwasser von dort bis Beaucaire. Der von der Kanalgesellschaft angestellte Paulin Talabot veranlasste eine Umwandlung des gesamten Kanals in einen Süßwasserkanal, indem er in Aigues-Mortes eine Schutz- und Überlaufschleuse zum Schutz vor dem Salzwasser und in Beaucaire eine Schleuse zur Versorgung des gesamten Kanals mit Wasser aus der Rhône bauen ließ. Diese Arbeiten wurden 1834 beendet.
1909 wurde in Aigues-Mortes eine 21 m lange Eisenbahn–Drehbrücke eröffnet, mittels der die Bahnstrecke Saint-Césaire–Grau-du-Roi den Kanal quert.

## Touristische Bedeutung
Der Canal du Rhône à Sète ist ein landschaftlich reizvoller Kanal, der meist in gerader Linie die Camargue durchquert. Da er auf seiner ganzen Länge nur eine einzige Schleuse aufweist, ist er für die Boote leicht zu bewältigen und für touristische Hausbootfahrten sehr beliebt. An seinen Ufern können Wildpferde, wilde Stiere, Flamingos und viele Vogelarten beobachtet werden.